# Skerjafjörður
Skerjafjörður – fiord w południowo-zachodniej Islandii, położony w południowo-wschodniej części zatoki Faxaflói, między półwyspem Álftanes a półwyspem, na którym ulokowany jest Reykjavík. Na północ od niego położona jest zatoka Kollafjörður, a na południe - Hafnarfjörður. Przy wejściu do fiordu osiąga on szerokość około 2 km, a wcina się w głąb lądu na około 4 km. Rozdziela się na kilka mniejszych zatok: Lambhúsatjörn, Arnarnesvogur, Kópavogur i Fossvogur. 
Nad zatoką położone są miasta: Reykjavík z dzielnicami Vesturbær, Miðborg i Hlíðar (gmina Reykjavíkurborg), Kópavogur (gmina Kópavogsbær), Garðabær i Álftanes (gmina Garðabær). 
Nazwa fiordu pochodzi od szkierów Löngusker, które znajdują się u jego wejścia.
Nazwę Skerjafjörður nosi również niewielka dzielnica Reykjavíku, położona nad fjordem w okolicach portu lotniczego Reykjavík.